# Morti nel 1744
| Questa pagina contiene informazioni ricavate automaticamente dalle voci biografiche con l'ausilio del template Bio e di un bot. L'aggiornamento è periodico e automatico e ricostruisce completamente la pagina. Se manca una persona in questa lista, sei pregato di non aggiungerla, ma accertati piuttosto che la sua voce biografica contenga il template Bio e che i dati anagrafici siano correttamente compilati. Se il template Bio manca, inseriscilo tu stesso o, in alternativa, metti l'avviso {{tmp\|Bio}} che ne segnala la mancanza. Se i dati riportati sono sbagliati, correggi direttamente la voce biografica; le modifiche saranno visibili in questa lista entro pochi giorni. Per chiarimenti vedi il progetto biografie. La lista contiene solo le 96 persone che sono citate nell'enciclopedia e per le quali è stato implementato correttamente il template Bio. Pagina aggiornata al 10 feb 2025. |

## Gennaio(14)
- 11 gennaio - Scroop Egerton, I duca di Bridgewater, nobile inglese (n. 1681)
- 11 gennaio - James Hamilton, VII conte di Abercorn, nobile scozzese (n. 1686)
- 14 gennaio - Charles-Hubert Gervais, compositore francese (n. 1671)
- 16 gennaio - Ramon de Marimon, vescovo cattolico spagnolo (n. 1679)
- 18 gennaio - Michele Marieschi, pittore, incisore e scenografo italiano (n. 1710)
- 19 gennaio - Lucy Herbert, nobile, religiosa e scrittrice britannica (n. 1669)
- 19 gennaio - George-Prosper de Verboom, ingegnere militare belga (n. 1665)
- 20 gennaio - Richard Jones, compositore inglese
- 22 gennaio - Pierre Le Pautre, scultore francese (n. 1659)
- 23 gennaio - Giambattista Vico, filosofo, storico e giurista italiano (n. 1668)
- 24 gennaio - Stefano Durazzo, doge (n. 1668)
- 24 gennaio - Marie Poussepin, religiosa francese (n. 1653)
- 25 gennaio - Domenico Sarro, compositore italiano (n. 1679)
- 26 gennaio - Ludwig Andreas von Khevenhüller, generale austriaco (n. 1683)

## Febbraio(8)
- 11 febbraio - Tommaso Bernardo Gaffi, compositore italiano (n. 1667)
- 13 febbraio - Pierre Gobert, pittore francese (n. 1662)
- 13 febbraio - Giuseppe Piamontini, scultore italiano (n. 1663)
- 14 febbraio - John Hadley, matematico britannico (n. 1682)
- 15 febbraio - Niccolò Gualtieri, medico, zoologo e botanico italiano (n. 1688)
- 15 febbraio - František Václav Míča, compositore ceco (n. 1694)
- 17 febbraio - René Frémin, scultore francese (n. 1672)
- 29 febbraio - John Theophilus Desaguliers, scienziato e religioso inglese (n. 1683)

## Marzo(8)
- 2 marzo - William Maxwell, V conte di Nithsdale, nobile britannico (n. 1676)
- 3 marzo - Jean Barbeyrac, giurista francese (n. 1674)
- 4 marzo - Leopoldo di Schleswig-Holstein-Sonderburg-Wiesenburg, nobile polacco (n. 1674)
- 5 marzo - Vincenzo Sacco, giurista italiano (n. 1681)
- 10 marzo - Giovanni Benedetto Borromeo Arese, nobile e imprenditore italiano (n. 1679)
- 11 marzo - Jean-Baptiste de Tillier, politico e storico italiano (n. 1678)
- 14 marzo - Matteo Sacchetti, I marchese di Castelromano, nobile e diplomatico italiano (n. 1675)
- 31 marzo - Antioch Dmitrievič Kantemir, scrittore, poeta e traduttore russo (n. 1708)

## Aprile(6)
- 5 aprile - Maria Crescentia Höss, religiosa tedesca (n. 1682)
- 16 aprile - Salvatore Pappacoda, II principe di Centola, nobile e politico italiano (n. 1688)
- 17 aprile - Luigi Bentivoglio, nobile italiano (n. 1666)
- 17 aprile - Guglielmo Borremans, pittore fiammingo (n. 1675)
- 25 aprile - Anders Celsius, fisico e astronomo svedese (n. 1701)
- 27 aprile - James Miller, sceneggiatore, poeta e librettista inglese (n. 1704)

## Maggio(3)
- 9 maggio - Claude Balon, danzatore e coreografo francese (n. 1671)
- 25 maggio - Carlo Edzardo della Frisia orientale, principe (n. 1716)
- 30 maggio - Alexander Pope, poeta inglese (n. 1688)

## Giugno(6)
- 7 giugno - Pietro Ercole Fava, pittore italiano (n. 1669)
- 11 giugno - Louis Juchereau de Saint-Denis, esploratore francese (n. 1676)
- 24 giugno - Giuseppe d'Assia-Rotenburg, principe tedesco (n. 1705)
- 27 giugno - Jean-Frédéric Bernard, editore e scrittore francese (n. 1683)
- 29 giugno - André Campra, compositore e direttore d'orchestra francese (n. 1660)
- 30 giugno - Gennaro Maria Sarnelli, presbitero e missionario italiano (n. 1702)

## Luglio(2)
- 14 luglio - Jakob Immanuel Pyra, poeta tedesco (n. 1715)
- 17 luglio - Charles d'Orléans de Rothelin, numismatico, teologo e presbitero francese (n. 1691)

## Agosto(7)
- 9 agosto - Joseph Wamps, pittore francese (n. 1689)
- 10 agosto - Nicolas Gédoyn, presbitero, traduttore e critico letterario francese (n. 1677)
- 10 agosto - Alessandro Knips Macoppe, medico italiano (n. 1662)
- 11 agosto - Sforza Giuseppe Sforza Cesarini, III principe di Genzano, militare e ambasciatore italiano (n. 1705)
- 13 agosto - John Cruger, politico danese (n. 1678)
- 15 agosto - Antonio Vegni, vescovo cattolico italiano (n. 1686)
- 30 agosto - Gaspar de Molina y Oviedo, cardinale e vescovo cattolico spagnolo (n. 1679)

## Settembre(4)
- 1º settembre - Federico Antonio di Schwarzburg-Rudolstadt, nobile tedesco (n. 1692)
- 5 settembre - Giovanni Giuliani, scultore e intagliatore italiano (n. 1664)
- 13 settembre - Charles de Sainte-Maure, marchese d'Augé, ammiraglio francese (n. 1655)
- 19 settembre - Benigno da Cuneo, francescano italiano (n. 1673)

## Ottobre(7)
- 10 ottobre - Johann Heinrich Schulze, chimico tedesco (n. 1687)
- 15 ottobre - Jean Jacques Bouhier, vescovo cattolico francese (n. 1666)
- 17 ottobre - Giuseppe Guarneri del Gesù, liutaio italiano (n. 1698)
- 18 ottobre - Sarah Churchill, duchessa di Marlborough, nobile inglese (n. 1660)
- 22 ottobre - Leopoldo Antonio Eleuterio Firmian, arcivescovo cattolico austriaco (n. 1679)
- 24 ottobre - Giuseppe Firrao il Vecchio, cardinale e arcivescovo cattolico italiano (n. 1670)
- 31 ottobre - Leonardo Leo, compositore italiano (n. 1694)

## Novembre(3)
- 9 novembre - Augusto Chigi, II principe di Farnese, principe italiano (n. 1662)
- 12 novembre - Léon Potier de Gesvres, cardinale e arcivescovo cattolico francese (n. 1656)
- 23 novembre - Sidney Beauclerk, politico inglese (n. 1703)

## Dicembre(6)
- 8 dicembre - Marie-Anne de Mailly, francese (n. 1717)
- 13 dicembre - Madame de Ventadour, nobile francese (n. 1654)
- 16 dicembre - Maria Anna d'Asburgo, nobile austriaca (n. 1718)
- 19 dicembre - George Olivier Wallis, generale austriaco (n. 1673)
- 23 dicembre - Elisabetta Carlotta di Borbone-Orléans, principessa francese (n. 1676)
- 29 dicembre - Pompeo Cannicciari, compositore italiano (n. 1670)

## Senza giorno specificato(22)
- Giovanni Battista Benzoni, compositore italiano
- Matteo Brida, pittore italiano (n. 1699)
- Niccolò Capasso, poeta, teologo e letterato italiano (n. 1671)
- Tommaso Saverio Caravita, giurista italiano (n. 1678)
- Lorenzo De Ferrari, pittore italiano
- Gennaro Antonio Federico, librettista italiano
- Oronzo Filomarini, vescovo cattolico italiano (n. 1662)
- Bianca Giovannini, pittrice e incisore italiana
- Maria Elisabetta del Liechtenstein, principessa austriaca (n. 1683)
- Giovanni Vincenzo Lucchesini, filologo, storico e traduttore italiano (n. 1660)
- Domenico Lusverg, artigiano e progettista italiano (n. 1669)
- Raimondo Manzini, pittore italiano (n. 1668)
- Giuseppe Mastroleo, pittore italiano (n. 1676)
- Isaac de Moucheron, pittore, incisore e architetto olandese (n. 1667)
- Lione Pascoli, scrittore e collezionista d'arte italiano (n. 1674)
- Pietro Patroni, ottico italiano (n. 1676)
- Carlo Bartolomeo Rastrelli, scultore, architetto e scenografo italiano
- Johan Gustaf Renat, cartografo e militare svedese (n. 1682)
- Girolamo Ticciati, scultore e architetto italiano (n. 1676)
- Francesca Vanini, contralto italiano
- Martin Vinazer, scultore austriaco (n. 1674)
- Dionisio da Furnà, pittore e monaco cristiano greco (n. 1670)